# Taichung-Ostbezirk
Taichung-Ostbezirk (chinesisch 臺中市東區, Pinyin Táizhōng shì Dōngqū, taiwanisch: Tâi-tiong-chhī Tang-khu) ist ein zentraler Bezirk der regierungsunmittelbaren Stadt Taichung in der Republik China (Taiwan). Hier liegt der Bahnhof von Taichung.

## Lage und Beschreibung

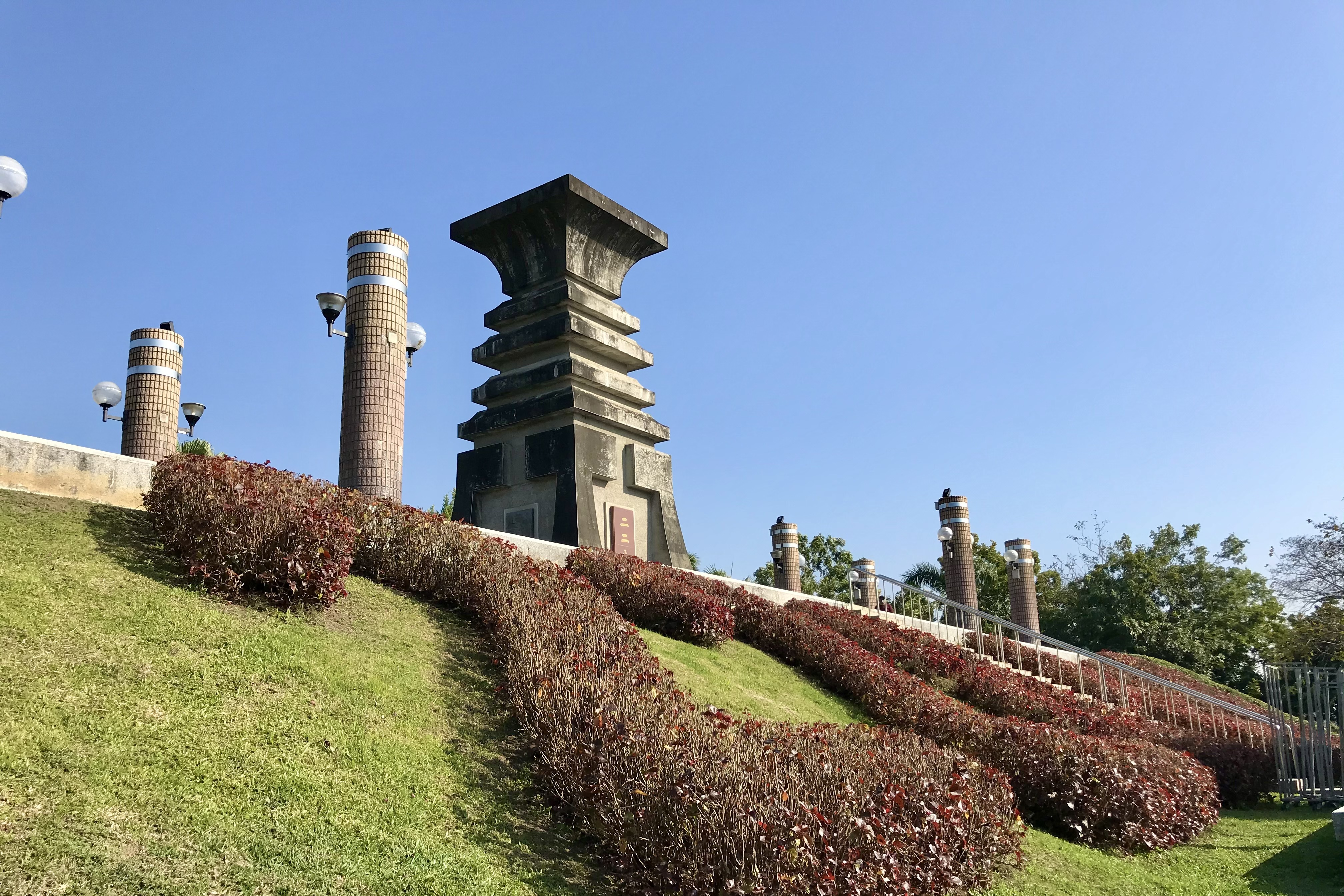
Das 228-Mahnmal

Taichung-Ostbezirk liegt im Südwesten der Stadt Taichung. Sein Name rührt daher, dass er im Osten des kleineren alten Stadtgebiets vor 2010 lag und seinen Namen nach der Erweiterung behielt. Der Bezirk grenzt im Nordwesten an Taichung-Nord, im Nordosten und Osten an Taiping, im Süden an Dali sowie im Westen an Taichung-Süd, Taichung-West und Taichung-Zentrum. Er ist in 17 Viertel (里 lǐ) unterteilt und wird in der Mitte von Nord nach Süd vom Fluss Han (旱溪) durchflossen.

## Geschichte

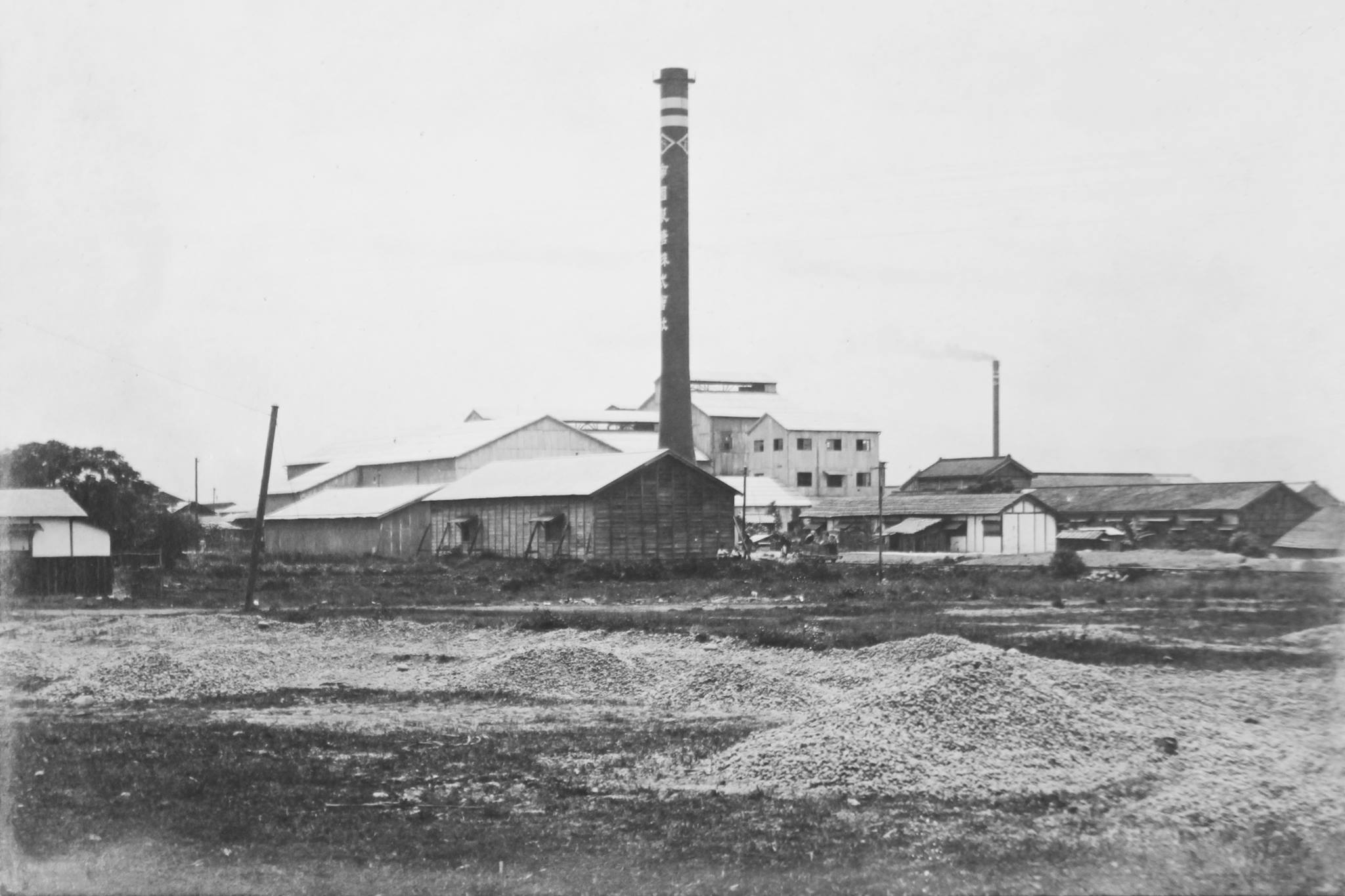
Die Zuckerfabrik zur Kolonialzeit

Die Gegend von Taichung war ursprünglich von taiwanischen Ureinwohnern (Pingpu-Völkern) besiedelt, die seit dem 18. Jahrhundert von chinesischen Einwanderern verdrängt bzw. sinisiert wurden. Das ursprünglich ländlich geprägte Gebiet erlebte während der japanischen Herrschaft über Taiwan einen Aufschwung, wozu der 1905 eröffnete Bahnhof und eine 1912 erbaute Zuckerfabrik, in der Zuckerrohr aus der Region verarbeitet wurde, beitrugen.
Nachdem die Republik China Taiwan übernommen hatte, wurden 1946 einige Viertel der Innenstadt Taichungs zum heutigen Ostbezirk zusammengefasst. Die Industrialisierung des Ortes setzte sich fort. Unter anderem wurden Gummi, Stahl, Textilien und Lebensmittel, vor allem Zucker, hergestellt. Mit der Zeit wurden viele Fabriken geschlossen oder verlegt und das Wachstum Taichungs verlagerte sich in die flächenmäßig größeren Bezirke am Stadtrand. Die in den Nachkriegsjahren stetig steigende Einwohnerzahl des Ostbezirks hat sich infolgedessen seit etwa 1980 nicht mehr erheblich verändert.

## Verkehr und Wirtschaft

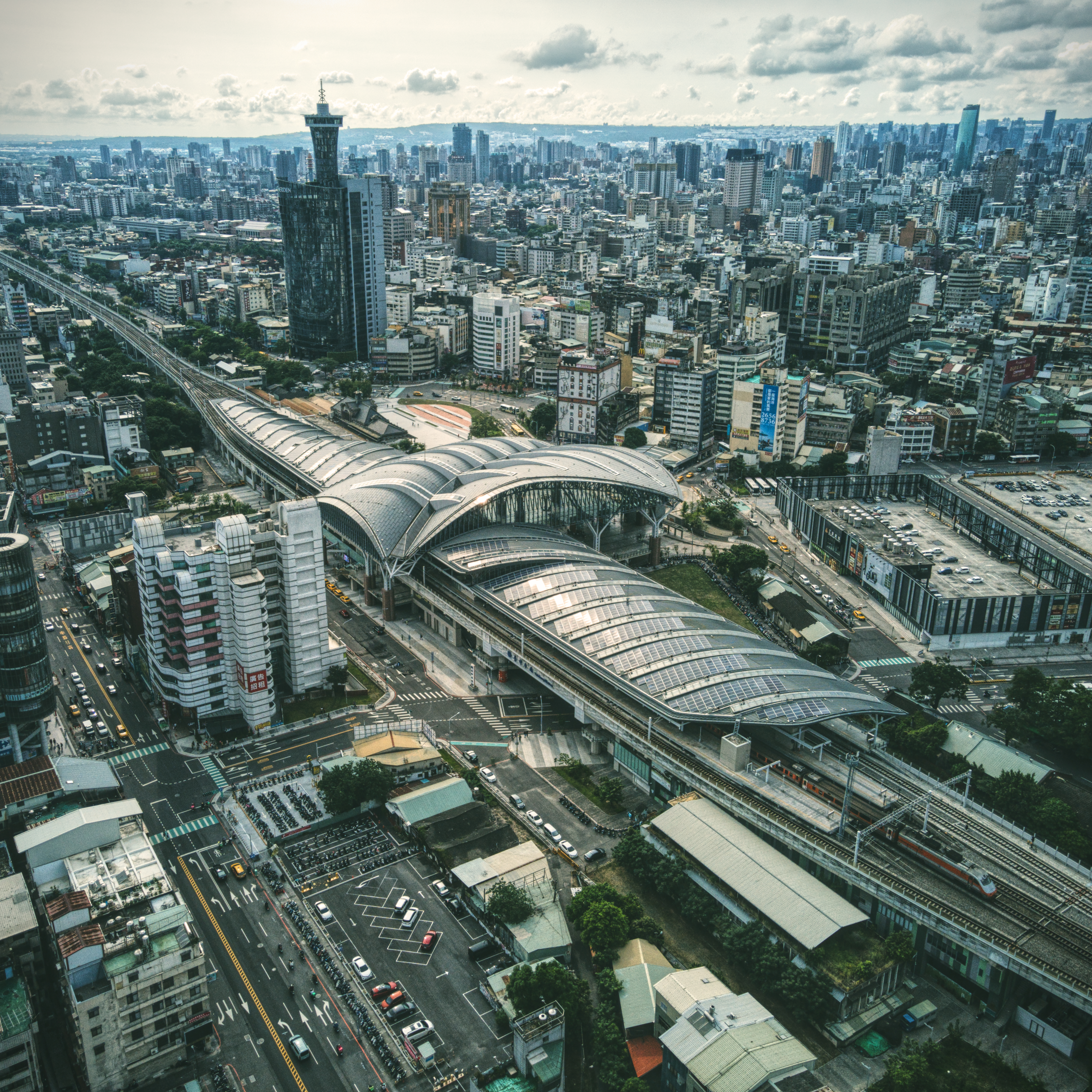
Blick auf Taichung, in der Mitte der Bahnhof

Im Ostbezirk liegen der Bahnhof Taichung (臺中車站) und der Regionalbahnhof Jingwu der Taiwanischen Eisenbahn TRA.
Der Bezirk wird von der Provinzstraße 3 von Nord nach Süd und von der Stadtstraße 136 von West nach Ost durchquert. Entlang dem östlichen Bezirksrand verläuft von Nord nach Süd die Provinz-Schnellstraße 74.
Der Öffentliche Nahverkehr besteht aus Buslinien. In Zukunft soll die noch in Planung befindliche Blaue Linie der U-Bahn Metro Taichung durch den Bezirk führen.
Der zentral gelegene Ostbezirk war nach dem Zweiten Weltkrieg von Bevölkerungswachstum und Industrie geprägt. Letztere hat im Zuge eines Strukturwandels an Bedeutung verloren und heute stehen kleine und mittlere Unternehmen sowie das Dienstleistungsgewerbe im Vordergrund. Es gibt zahlreiche Einkaufsmöglichkeiten, darunter das 2023 eröffnete Einkaufszentrum Mitsui Shopping Park LaLaport (LaLaport 台中) des japanischen Unternehmens Mitsui Fudōsan, Kaufhäuser und Nachtmärkte.

## Kultur und Sehenswürdigkeiten

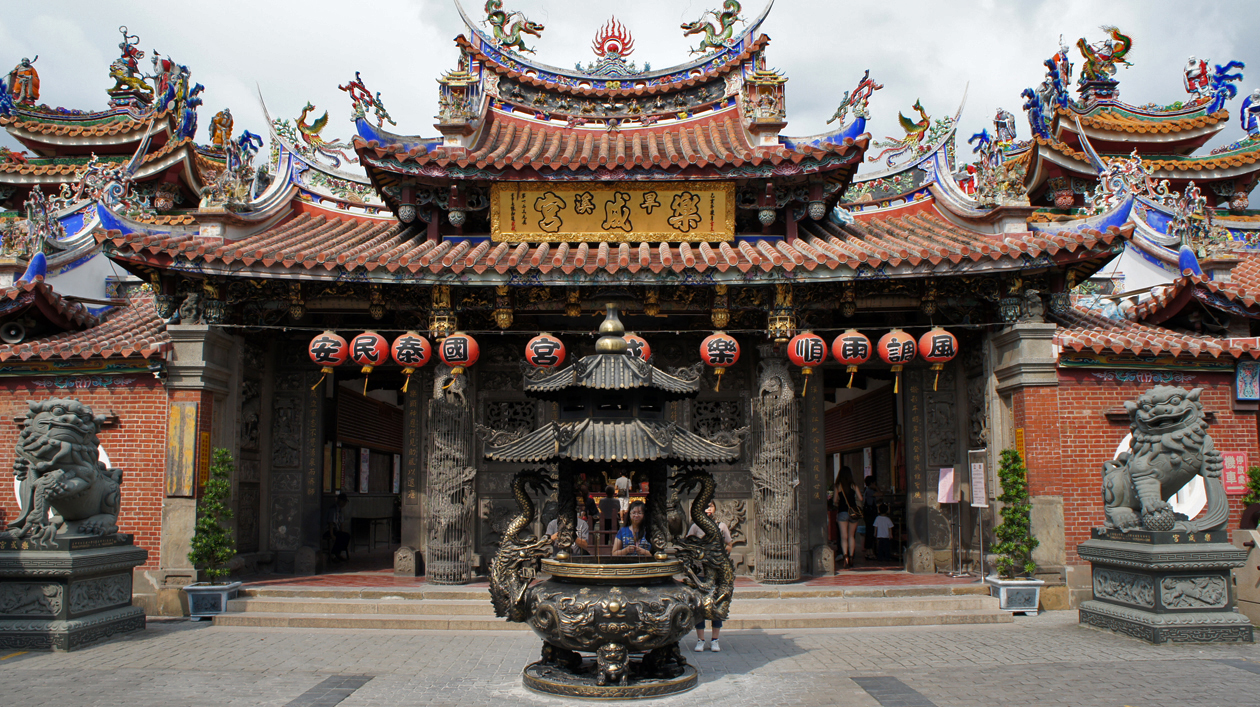
Der Lecheng-Tempel

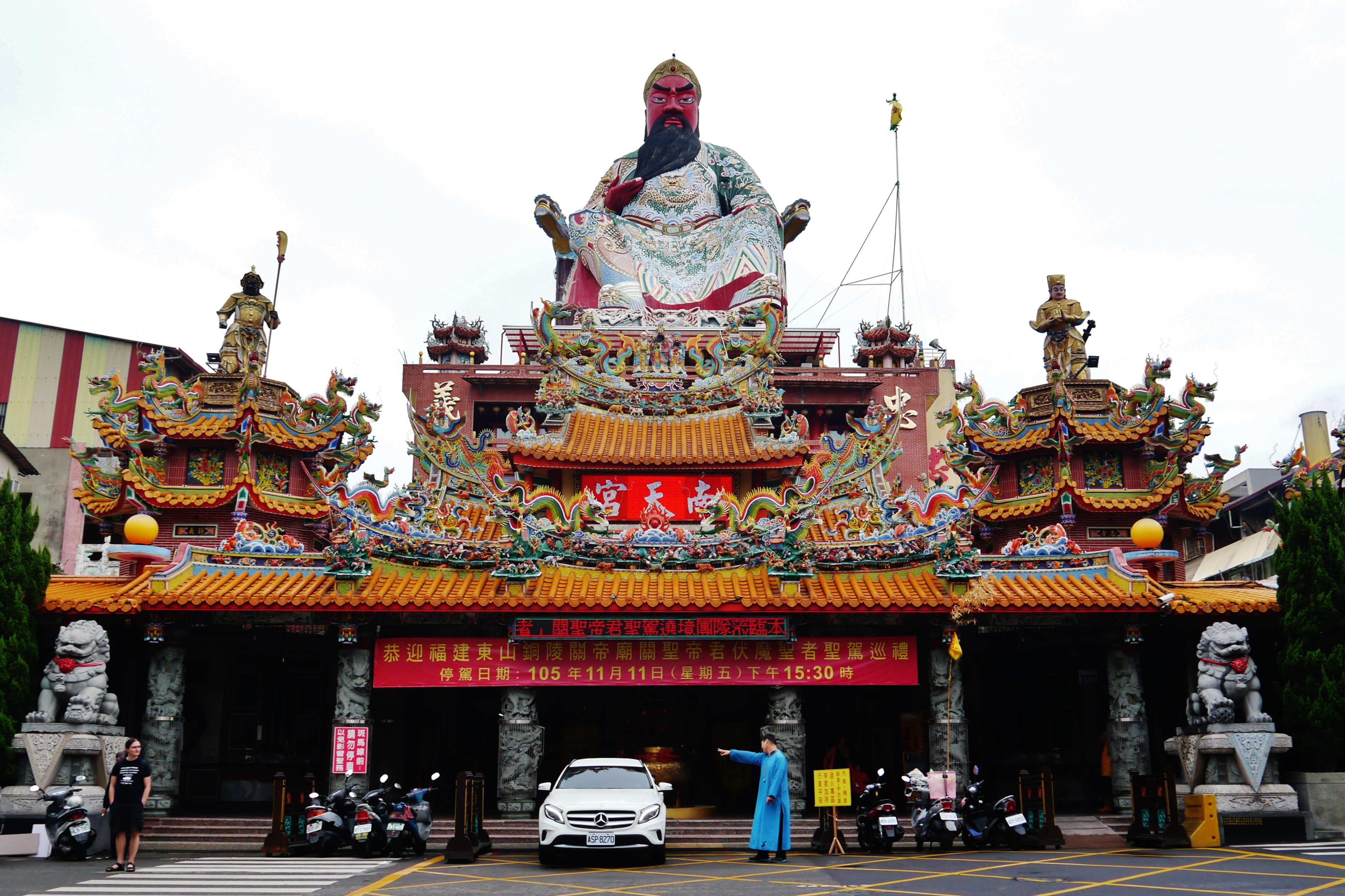
Der Nantian Gong

Ein Wahrzeichen des Ostbezirks ist das 228-Mahnmal (臺中市二二八紀念碑 Taizhong shi Ererba Jinianbei) im Dongfeng-Park, das an die Opfer der Unruhen zur Zeit des Zwischenfalls vom 28. Februar 1947 erinnert.
Im Bezirk gibt es eine Reihe meist daoistischer Tempel. Ein bedeutendes religiöses Zentrum ist das 1790 gegründete Heiligtum Lecheng Gong (樂成宮), in dem als Hauptgottheit Mazu verehrt wird. Jedes Jahr im dritten Monat des Chinesischen Kalenders wird die Statue der Göttin auf einem festlichen Umzug durch achtzehn benachbarte Ortschaften getragen. Des Weiteren gibt es den Nantian Gong (南天宮) aus dem Jahr 1950, wo außer dem auf dem Dach thronenden Guan Gong noch viele weitere daoistische und buddhistische Gottheiten verehrt werden.
In Gehweite vom Bahnhof kann man den alten Bahnhof Taichungs im Nachbarbezirk Taichung-Zentrum besichtigen, ein Wahrzeichen der Stadt aus der japanischen Kolonialzeit.